# Live Alive Quo (VHS)
Live Alive Quo è un video in formato VHS pubblicato dal gruppo inglese Status Quo nel 1992.

## Il VHS
Questa videocassetta accompagna la pubblicazione dell'omonimo album dal vivo uscito in contemporanea nel 1992.
Si tratta di un concerto tenuto al Sutton Park di Birmingham il 30 agosto del 1992, in occasione del 25º anniversario di Radio One, dinanzi ad un pubblico di 125.000 spettatori.
Tra i brani, spicca una coinvolgente versione di Roadhouse Blues dei Doors, qui interpretata in una lunga versione medley della durata di oltre 20 minuti, con l'intercalare di brani degli stessi Status Quo.

## Tracce
1. Whatever You Want
2. In the Army Now
3. Burning Bridges
4. Rockin' All Over the World
5. Roadhouese Blues Medley: Roadhouse Blues, The Wanderer, Marguerita Time, Living on an Island, Break the Rules, Something ‘Bout You Baby I Like, The Price of Love, Roadhouse Blues
6. Caroline
7. Roadhouse Medley (Anniversary Waltz Part 25)

## Formazione
- Francis Rossi (chitarra solista, voce)
- Rick Parfitt (chitarra ritmica, voce)
- Andy Bown (tastiere)
- John 'Rhino' Edwards (basso, voce)
- Jeff Rich (percussioni)